# Hugo S. Sims

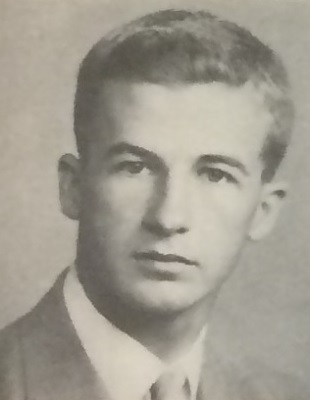
Hugo S. Sims (1949) -us-amerikanischer Politiker

Hugo Sheridan Sims (* 14. Oktober 1921 in Orangeburg, Orangeburg County, South Carolina; † 9. Juli 2004 ebenda) war ein US-amerikanischer Politiker. Von 1949 bis 1951 vertrat er den Bundesstaat South Carolina im US-Repräsentantenhaus.

## Werdegang
Hugo Sims besuchte die öffentlichen Schulen seiner Heimat und dann bis 1941 das Wofford College in Spartanburg. Damals gab er für kurze Zeit auch eine Tageszeitung heraus. Zwischen 1942 und 1945 nahm er als Soldat der US Army am Zweiten Weltkrieg teil. Dabei war er als Fallschirmspringer in Europa eingesetzt. Für seine tapferen militärischen Einsätze wurde er mehrfach ausgezeichnet und bei seiner Rückkehr wurde er als Kriegsheld gefeiert, weil er einige kühne Aktionen hinter den deutschen Linien ausgeführt hatte.
Nach dem Krieg studierte Sims bis 1947 an der University of South Carolina in Columbia Jura. Politisch war er Mitglied der Demokratischen Partei. In den Jahren 1947 und 1948 saß er als Abgeordneter im Repräsentantenhaus von South Carolina. 1948 wurde er im zweiten Wahlbezirk von South Carolina in das US-Repräsentantenhaus in Washington, D.C. gewählt, wo er am 3. Januar 1949 die Nachfolge von John J. Riley antrat. Da er im Jahr 1950 von seiner Partei nicht mehr für eine weitere Amtszeit nominiert wurde, konnte Sims bis zum 3. Januar 1951 nur eine Legislaturperiode im Kongress absolvieren. Diese war von den Ereignissen des Kalten Krieges bestimmt.
Im Jahr 1951, im Vorfeld des Koreakrieges, trat Sims erneut in die US Army ein. Danach arbeitete er bis 1965 als Anwalt. Von 1965 bis 1983 war er Präsident der Management and Investment Corporation. Damit war er auch im Bank- und Immobiliengeschäft tätig. Hugo Sims starb am 9. Juli 2004 in seinem Heimatort Orangeburg und wurde dort auch beigesetzt.